# Alessandra Amoroso
Alessandra Amoroso (ur. 12 sierpnia 1986 w Galatinie) – włoska wokalistka. W 2009 roku wygrała edycję włoskiego talent show Amici di Maria De Filippi. W 2014 roku stała się pierwszą Włoszką, która wygrała Europejską Nagrodę Muzyczną MTV dla najlepszego europejskiego wykonawcy.

## Początki kariery
Już w swojej młodości Amoroso brała udział w licznych lokalnych konkursach, w których uzyskiwała dobre rezultaty. W czerwcu 2007 roku wzięła udział w konkursie Fiori di Pesco. Zaśpiewała wtedy Amor mio i zajęła pierwsze miejsce. Została nagrodzona przez Mogola. Kiedy miała 17 lat wzięła udział w Amici, ale jej start się nie powiódł.